# 샤쟈르 알두르
샤쟈르 알두르(Shajar al-Durr)는 맘루크 술탄국의 섭정 및 술탄이다.
아이유브 왕조의 술탄 살리흐가 죽자 그의 아내 샤자르 알두르가 통치하였다. 그는 아랍 역사상 유일무이한 여성 통치자로, 당시 맘루크 총사령관 아이바크과 재혼해 이집트 일대를 공치하여 맘루크 왕조를 개창하였다.